# Кагал
Кага́л (също и кахал, на иврит: קָהָל, събрание на народа, сбор) и е орган на местното (муниципално, общинско) самоуправление на източните евреи – ашкенази.
Главата на кагала, т.е. онзи който е начело на еврейските общини в диаспората, я представлява и е посредник между нея и държавата. В широк смисъл, кагал значи еврейска община, която в Жеч Посполита и после в Руската империя е узаконена като административна форма на самоуправление по силата на обичайното еврейско право. В преносен смисъл името значи безпорядъчна тълпа и шумно сборище.
Септуагинтата קָהָל превежда думата εκκλεσία на древногръцки и койне като „църква“ и/или синагога.